# Powiat Yamakoshi
Powiat Yamakoshi (jap. 山越郡 Yamakoshi-gun) – powiat w Japonii, w prefekturze Hokkaido, w podprefekturze Oshima. W 2024 roku liczył 4825 mieszkańców.

## Miejscowości
- Oshamambe